# Карл Альфред Лихтенштейнский
Карл Альфред Лихтенштейнский (нем. Karl Alfred Maria Johannes Baptista Heinrich Alois Georg Hartmann Ignatius von und zu Liechtenstein, 16 августа 1910, Дойчландсберг, Австро-Венгрия  — 17 ноября 1985, Брукк-ан-дер-Лайта, Австрия) — представитель Лихтенштейнского дома. Наследный принц Лихтенштейна с 25 июля 1938 по 14 февраля 1945 года.

## Биография
Карл Альфред родился 16 августа 1910 года. Он родился ровно спустя четыре года после рождения его старшего брата Франца Иосифа II (1906—1989). Карл Альфред был вторым сыном Алоиза Лихтенштейнского (1869—1955) и его жены Елизаветы Амалии Австрийской (1878—1960).
Большую часть своего детства он провел вместе с братьями и сёстрами в поместье своего отца Гросс Уллерсдорф в Чехии, сегодня известном как Велке Лосины.Там он ходил в местную школу, которую он окончил в 1928 году. Затем он поступил в Университет природных ресурсов в Вене. После окончания университета он получил диплом инженера.
После окончания учёбы он вернулся в поместье Велке Лосины и управлял им с 1935 до его экспроприации Советским Союзом в 1946 году. Также отвечал за княжеские лесные хозяйства, и лесопилки в Чехословакии, Силезии и Австрии.
В 1938 году он стал наследным принцем Лихтенштейна, так как в то время у его брата, князя Франца Иосифа не было детей. В 1945 году у него родился племянник Ханс-Адам, и Карл Альфред передвинулся на 2 строку наследования престола.
С 1946 по 1971 год принц Карл Альфред отвечал за реконструкцию княжеских лесных хозяйств в Австрии после Второй мировой войны. Также он сыграл важную роль в развитии природного парка Спарбах, а также предприятия по производству ДСП в Кальванге. В 1946 году он и его братья основали компанию по торговле древесиной.
В 1969 году Карл Альфред передал управление компанией его старшему сыну Доминику.
Карл Альфред также играл и политическую роль. Он представлял интересы Лихтенштейна во время переговоров с чехословацкими и советскими властями, а также во время переговоров о соглашении об избежании двойного налогообложения между Лихтенштейном и Австрией.
Он также был членом советов директоров одного из Лихтенштйенских банков.
Скончался 17 ноября 1985 года, в возрасте 75 лет. Он был похоронен на кладбище приходской церкви Каленбергердорф недалеко от Вены.

## Личная жизнь
Карл Альфред женился 17 февраля 1949 года на Агнесе Австрийской (1928—2007), дочери Хуберта Сальватора Австрийского и его жены Розмари Сальм-Сальмской. У них родилось 7 детей:
- Доминик Лихтенштейнский (20 июня 1950 — 20 сентября 2009), 9 октября 1980 года женился на Еве Марии Лёш (1943—1998). Брак был бездетным.
- Андреас Лихтенштейнский (род. 25 февраля 1952), женился в Мадриде 29 сентября 1978 года на Сильвии Прието-и-Фигероа (род. 1952). Брак бездетный.
- Грегор Лихтенштейнский (род. 18 апреля 1954), не женат. Бездетен.
- Александра Лихтенштейнская (25 декабря 1955 — 27 февраля 1993), вышла замуж 20 сентября 1980 года за Ганса Ловрека (род. 1955). Супруги развелась в 1988 году. Брак был бездетным.
- Мария Пиа Лихтенштейнская (род. 6 августа 1960), вышла замуж в Вене 4 августа 1995 года за Макса Александра Котбауэра (род. 1950). В браке родился 1 сын.
  - Иероним Котбауэр (род. 26 января 1997)
- Катарина Лихтенштейнская (род. 27 января 1964), в первый раз вышла замуж за Джереми Келтона (род. 1960). В браке родился 1 сын. Супруги развелись в 2002 году. Второй раз вышла замуж замуж за Эндрю Дункане Гаммоне (род. 1958). Брак бездетный.
  - Максимилиан Энтони Келтон (род. 15 октября 1994)
- Биргитта Лихтенштейнская (род. 13 апреля 1967), вышла замуж в декабре 2000 года за Отто Янкович-Бесан де Прибера, Вучин и Дуна-Секчо (род. 1967). В браке родилось 2 детей.
  - Артур Янкович-Бесан де Прибер, Вучин и Дуна-Секчо (род. 17 октября 2001)
  - Йоханна Янкович-Бесан де Прибир, Вучин и Дуна-Секчо (род. 27 мая 2003)